# Skandinavisk Aero Industri

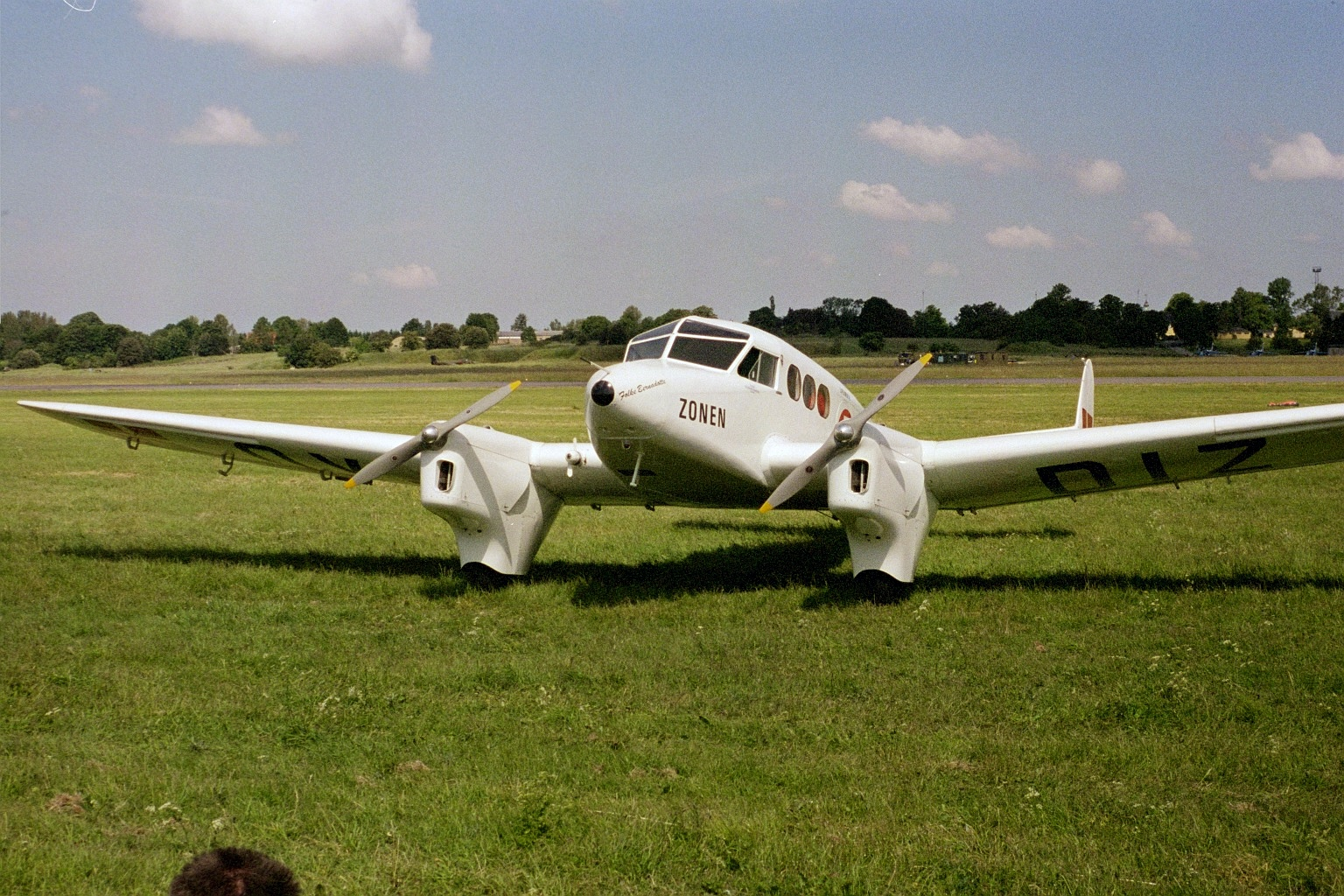
SAI «KZ»

Skandinavisk Aero Industri — (абревіатура SAI) данська компанія-виробник літаків, яка існувала в період між 1937 і 1954 роками. Компанія була заснована техніком Вігго Крамме (Viggo Kramme) (1905—1984) та інженером Карлом Густавом Зевзеном (Karl Gustav Zeuthen) (1909—1989) і базувалася в Копенгагені.
Літаки компанії мали модельний ряд «KZ», що означало Крамм і Зевзен, перша модель була випущена в 1937 році. Більшість літаків позиціонувалися як літаки «швидкої допомоги». Друга світова війна завадила розвитку компанії, а повоєнні продажі так і не справдили очікувань, а через збитковість виробництва на початку 1950-х років її було закрито. Загалом, було випущено близько 200 літаків.

## Модельний ряд
| Назва              | Рік випуску | Особливості                            |
| ------------------ | ----------- | -------------------------------------- |
| KZ I               | 1937        | Прототип                               |
| KZ II              | 1937/38     | три типи («Kupé», «Sport», «Trainer»)  |
| KZ G-I             | 1943        | літак-планер                           |
| KZ III             | 1944        | літак-амбулаторія                      |
| KZ IV              | 1944        | літак-амбулаторія                      |
| KZ VII             | 1946        |                                        |
| KZ VIII            | 1949        | пілотажний планер                      |
| KZ (IX) Ellehammer | 1950        | літак-вертоліт (прототип)              |
| KZ X               | 1951        | Військова модель (з гарматою на борту) |